# بیراند تونجا
بیراند تونجا (انگلیسی: Birand Tunca؛ زادهٔ ۵ اکتبر ۱۹۹۰) بازیگر اهل ترکیه است. وی از سال ۲۰۱۴ میلادی تاکنون مشغول فعالیت بوده‌است.